# Penina Muhando
Penina Muhando, née en 1948, en Tanganyika, territoire alors sous mandat britannique (aujourd’hui la Tanzanie), est une dramaturge, une actrice et une éducatrice tanzanienne, l'une des rares femmes écrivant des pièces de théâtre dans la langue swahili , plus exactement la forme moderne kiswahili de cette langue. Elle a écrit par ailleurs des essais et des réflexions sur la culture et sur le théâtre, le plus souvent en anglais.

## Biographie
Elle est née en 1948 et est le second enfant au sein d’une fratrie de quatre garçons et trois filles. Elle effectue des études supérieures à l’université de Dar es Salaam, la plus grande université de Tanzanie, où elle enseigne ensuite, dans le département des arts de théâtre,.
Elle se fait connaître par ses pièces de théâtre, écrites en langue africaine, en kiswahili, voulant aussi par ce choix réagir contre la perte d’identité culturelle et le colonialisme : Hatia [La culpabilité] en 1972, Tambueni Haki Zetu [Reconnaissez nos droits] en 1973, Heshima Yangu [Mon Honneur] en 1974, etc. Elle aborde les thèmes contemporains, touchant à l’évolution de la société tanzanienne, évoquant ainsi les droits des femmes, le dé-colonialisme, l’éducation, les tensions culturelles, la pauvreté et le développement économique. Par ailleurs, elle est une des fondatrices du Paukwa Theatre Group, et participe dans les années 1980 aux spectacles de ce groupe en tant qu’actrice, notamment à la pièce Ayubu [Job], un grand succès en Tanzanie en 1984. Elle a la volonté d’utiliser aussi le théâtre  comme outil d’éducation et de responsabilisation . Sa thèse de doctorat de 1983 s’intitule d’ailleurs Tanzania Traditionnal Theatre as a Pedagogical institution [Le théâtre tanzanien en tant qu’institution pédagogique].  Dans les années 1990, elle aide à la création de programmes culturels destinés aux jeunes,.
Installée au Kenya en 2003, elle y dirige le Forum for African Women Educationalists (Fawe ou Forum des éducatrices africaines), une organisation panafricaine non gouvernementale, puis revient en Tanzanie animer la Campaign for Female Education (Camfed ou Campagne pour l'éducation des filles). 

## Principales publications

### Pièces de théâtre
- Hatia [Culpabilité], 1972
- Tambueni haki zetu [Reconnaissez nos droits], 1973
- Heshima yangu [Mon honneur], 1974
- Pambo [Décoration], 1975
- Talaki si mke wangu [Femme, je te répudie], 1976
- Harakati za ukombozi [Les luttes de la libération], 1982, co-écrite avec Amandina Lihamba et Ndyanao Balisidya
- Nguzo mama [Mère-pilier], 1982
- Abjadi yetu, 1983
- Lina ubani [Il y a un remède contre la pourriture], 1984

### Essais
- Fasihi na sanaa za maonyesho [Littérature et arts du spectacle], 1976
- « Creating in the Mother-Tongue: The Challenges to the African Writer Today », Research in African Literatures 21.4 (1990): 5-14
- Women's participation in Communication for Development: the popular theatre alternative in Africa, 1991